# Martinho de Melo e Castro
Martinho de Melo e Castro (Lisboa, 11 de janeiro 1716 — 24 de março 1795), frequentemente designado apenas por Martinho de Melo, foi um diplomata e político português que desempenhou cargos de grande relevo nos reinados de D. José I e de D. Maria I e que se notabilizou como reformador do sistema colonial português quando exerceu as funções de secretário de Estado da Marinha e do Ultramar entre 1770 e 1795. Foi primeiro-ministro da Rainha D. Maria I.
Melo e Castro passou algum tempo no Reino Unido como enviado extraordinário entre 1756 e 1762. Regressou a Londres como plenipotenciário entre 1764 até 19 de dezembro de 1769.

## Vida
Foi filho de Francisco de Melo e Castro e de Maria Joaquina Xavier da Silva, e pai de Manoel Bernardo de Melo Castro.
Seu filho viajou para o Brasil entre os anos de 1754 e 1756 na comitiva de Mendonça Furtado, que fora enviado por Marquês de Pombal, para ser o vice-Rei do Grão-Pará e Maranhão. 
Martinho de Melo e Castro integrou a comitiva e foi enviado para unificar a "vila" no atual estado do Amapá. Nessa missão, criou a Vila de São José de Macapá, sendo o seu primeiro administrador, então designado governador. Na vila, atual cidade de Macapá, foi o construtor da Igreja Matriz. 
Como Secretário de Estado da Marinha e do Ultramar do Reino de Portugal, Martinho de Melo e Castro teve um papel decisivo na política colonial do Império Português entre a sua nomeação e morte, 25 anos no cargo. Indo na direção contrária do Marquês de Pombal, Melo e Castro preferiu uma política com relação ao Brasil mais rígida e alinhada com princípios mercantilistas.
Exemplares dessa linha são o Alvará de 1785, passado sob a sua gestão com o objetivo de reduzir o número de manufaturas no Brasil em prol da agricultura, mineração e outras atividades primárias, e as suas instruções frustradas pela rainha D. Maria I para o Marquês de Barbacena de cobrar impreterivelmente cobrar a Derrama, instrumento fiscal que acabaria sendo o ponto contencioso central da Inconfidência Mineira.